# Sonia Huguet
Sonia Huguet (Toul, 13 september 1975) is een wielrenner uit Frankrijk.
In 1996, 2004 en 2005 werd Huguet nationaal kampioene op de baan op het onderdeel puntenrace.
In 1996 en 2003 was ze ook Frans nationaal kampioene op de weg, en in 2004 won ze de Waalse Pijl.
Op de Olympische Zomerspelen van Athene in 2004 reed Huguet voor Frankrijk de wegwedstrijd, en de puntenkoers op de baan.